# Xaver Hoffmann
Xaver Hoffmann (* 22. November 1974 in Garmisch-Partenkirchen) ist ein ehemaliger deutscher Snowboarder. Er startete in der Disziplin Halfpipe.

## Werdegang
Hoffmann debütierte im November 1997 im FIS-Weltcup in Tignes und belegte dort den fünften Platz. Im selben Monat holte er in Hintertux seinen ersten Weltcupsieg. Bei den Olympischen Winterspielen 1998 in Nagano errang er den 17. Platz. Im folgenden Jahr wurde er bei den Burton US Open Zweiter im Jahr 2000 Dritter. Bei den Snowboard-Weltmeisterschaften 2001 in Madonna di Campiglio kam er auf den vierten Platz. Im folgenden Jahr belegte er bei den Olympischen Winterspielen 2002 in Salt Lake City den 20. Platz. Nach zwei zweiten Plätzen zu Beginn der Saison 2002/03, errang er bei den Snowboard-Weltmeisterschaften 2003 am Kreischberg den 14. Platz. Im März 2003 holte er zwei Weltcupsiege und belegte einmal den zweiten Platz. Er gewann damit den Halfpipe-Weltcup. In der folgenden Saison kam er im Weltcup sechsmal unter die ersten Zehn, darunter zwei zweite Plätze und ein dritter Rang und erreichte damit den dritten Platz im Halfpipe-Weltcup. Nach Platz 30 beim Weltcup in Saas-Fee zu Beginn der Saison 2004/05, belegte er den 21. Platz bei den Snowboard-Weltmeisterschaften 2005 in Stoneham. Beim folgenden Weltcup kam er in Sungwoo mit dem dritten Platz erneut aufs Podest und erreichte zum Saisonende den 22. Platz im Halfpipe-Weltcup. Zu Beginn der Saison 2005/06 holte er in Valle Nevado seinen vierten Weltcupsieg. Im weiteren Saisonverlauf kam er viermal unter die ersten Zehn, darunter Platz drei in Leysin und errang damit den zweiten Platz im Halfpipe-Weltcup. Beim Saisonhöhepunkt den Olympischen Winterspielen 2006 belegte er den 34. Platz. In der Saison 2006/07 erreichte er im Weltcup drei Top-Zehn-Resultate, darunter Platz drei in Bardonecchia und wurde damit Zehnter im Halfpipe-Weltcup. Bei den Snowboard-Weltmeisterschaften 2007 in Arosa errang er den 18. Platz. Seinen letzten internationalen Wettbewerb absolvierte er im Oktober 2009 im Europacup in Saas-Fee und belegte dabei den neunten Rang.
Hoffmann wurde 1994, 1996, 1997 und 2003 deutscher Meister in der Halfpipe.

## FIS Weltcupsiege
| Nr. | Datum              | Ort             |
| --- | ------------------ | --------------- |
| 1.  | 25. November 1997  | Hintertux       |
| 2.  | 2. März 2003       | Sapporo         |
| 3.  | 8. März 2003       | Serre Chevalier |
| 4.  | 14. September 2005 | Valle Nevado    |

## Teilnahmen an Weltmeisterschaften und Olympischen Winterspielen

### Olympische Spiele
- 1998 Nagano: 17. Platz Halfpipe
- 2002 Salt Lake City: 20. Platz Halfpipe
- 2006 Turin: 34. Platz Halfpipe

### Weltmeisterschaften
- 2001 Madonna di Campiglio: 4. Platz Halfpipe
- 2003 Kreischberg: 14. Platz Halfpipe
- 2005 Stoneham: 21. Platz Halfpipe
- 2007 Arosa: 18. Platz Halfpipe

## FIS-Weltcup-Gesamtplatzierungen
| Saison  | Gesamt | Gesamt | Halfpipe | Halfpipe |
| Saison  | Punkte | Platz  | Punkte   | Platz    |
| ------- | ------ | ------ | -------- | -------- |
| 1997/98 | 181    | 68.    | 1450     | 17.      |
| 2000/01 | -      | -      | 360      | 58.      |
| 2001/02 | -      | -      | 1000     | 20.      |
| 2002/03 | -      | -      | 5660     | 1.       |
| 2003/04 | -      | -      | 3430     | 3.       |
| 2004/05 | -      | -      | 1022     | 22.      |
| 2005/06 | 3560   | 10.    | 3560     | 2.       |
| 2006/07 | 1540   | 38.    | 1540     | 10.      |
| 2007/08 | -      | -      | -        | -        |
| 2008/09 | 229    | 195.   | 229      | 60.      |